# 霹雳-17空空导弹
霹靂-17（PL-17；北约代号：CH-AA-12 螺旋鑽 Auger）是中華人民共和國为中國人民解放軍空軍(PLAAF)研制的一种主动雷达制导超视距空对空导弹。该导弹射程超过400（250英里），主要用途是攻擊在戰場後方空域支援的高價值目標，例如加油機和空中預警機。

## 历史发展
2016年，霹靂-17飛彈首次被媒體曝光，圖片顯示飛彈正被掛載在殲-16戰鬥機上進行測試。根據美國空軍智庫中國航空航天研究所的分析，該導彈由也可部署於進口的苏-30MKK和苏-35战斗机上。早期有軍事觀察家混淆了霹靂-17和霹靂-21，但是公開來源情報表明，霹靂-21採用沖壓發動機作為推進器，和採用火箭發動機的霹靂-17是兩款不同的飛彈。2022年10月，中国官媒报道称，霹雳-17已经进入中国人民解放军空军服役。

## 设计
霹靂-17的大小比其他中遠程空對空飛彈大得多，有6公尺長（而霹靂-15和AIM-120的長度約為4公尺），外觀較像R-40空對空飛彈這種最早期專門設計的長程空對空導彈，擁有超格的尺寸和重量。更大彈體也能包含更多固體燃料，以提供更遠的射程。不過，6公尺的長度使得此飛彈不能裝進殲-20的武器艙，只能安裝在戰鬥機機翼下或機體外。飛行過程中，霹靂-17依靠慣性導引、衛星導航和資料鏈路追蹤目標。在末段，飛彈將啟動多模導引頭，配備主動相位陣列雷達(AESA)、被動感測器和紅外線導引系統，自主追蹤目標。該導彈具有低阻力外形，其機動性由四個小型控制翼和推力向量發動機提供。該飛彈由雙脈衝火箭發動機驅動，飛行時採用高拋發射彈道。根據飛彈的大小和中國固體燃料火箭的技術水準，推測霹靂-17的射程約為300—500 km（190—310 mi）。英國智庫皇家聯合研究所推測，霹靂-17的射程約為400 km（250 mi），最大速度超過 4 馬赫。